# Djiri (rivière)
Pour les articles homonymes, voir Djiri.
La rivière Djiri est une rivière de la république du Congo au nord de Brazzaville, longue de 65 km, affluent du fleuve Congo et traversant l'arrondissement éponyme de Djiri. Elle se jette dans le fleuve au sud du complexe sportif de Kintélé.
Elle comporte plusieurs usines de potabilisation de l'eau, certaines datant de l'époque coloniale et rénovées au début du XXIe siècle,.
Son bassin versant est érodé du fait de la nature sablonneuse des sols et de l'urbanisation du secteur, notamment par la construction de voies de circulation dans le sens des pentes.